# Les Âges de Gaïa
Les Âges de Gaïa (titre original : Ages of Gaia. A Biography of Our Living Earth) est un essai de James Lovelock paru en 1988 puis traduit en français et publié aux éditions Robert Laffont en 1990. Premier essai de l'auteur paru en français, il y expose son hypothèse Gaïa.

## Sommaire
- Qu’est-ce que Gaïa ?
- À la découverte de Floréale
- L’Archéen
- Le Moyen Age
- Les temps modernes
- Gaïa et l’environnement contemporain
- La seconde patrie
- Dieu et Gaïa